# Логаритмична производна
Логаритмичната производна на дадена математическа функция f е функция, използвана в математическия анализ и дефинирана с формулата:
{\displaystyle {\frac {f'}{f}}},
където {\displaystyle f'} е производната на f.
Интуитивно, логаритмичната производна изразява безкрайно малкото относително изменение на f – безкрайно малкото абсолютно изменение на f, равняващо се на {\displaystyle f'}, разделено на съответната стойност на f.
Когато f е функция f(x) на реалната променлива x и има само реални строго положителни стойности, от верижното правило пряко следва, че нейната логаритмична производна съвпада с производната на естествения логаритъм от f:
{\displaystyle {\frac {d}{dx}}\ln f(x)={\frac {1}{f(x)}}{\frac {df(x)}{dx}}}